# Nerea Camacho Ramos
Nerea Camacho Ramos (Balanegra, Almeria, 15 de maig de 1996) és una actriu espanyola.

## Biografia
Començà a estudiar teatre amb nou anys en una acadèmia per a adults, on es mantingué durant nou mesos. Es presentà sense fortuna als càstings de El internado i Gominolas. El 2008 debutà al cinema com a protagonista de la pel·lícula Camino, dirigida per Javier Fesser. L'1 de febrer de 2009 guanyà el premi Goya a Millor actriu revelació. Va rodar a Barcelona la pel·lícula Herois, dirigida per Pau Freixas i que protagonitza la mateixa Nerea juntament amb Alex Brendemühl i Eva Santolaria, amb guió d'Albert Espinosa.

## Filmografia

### Cinema
| Llargmetratges - Camino (2008) - Herois (2010) - Tres metros sobre el cielo (2010) - La chispa de la vida (2011) - Tengo ganas de ti (2012) | Curtmetratges - Fuga (2012) - Irina (2014) |

### Televisió
- Los protegidos (2010)
- El barco (2013)
- Bienvenidos al Lolita (2014)
- La esclava blanca (2016)

## Premis i nominacions
| Any  | Premi                                             | Categoria               | Títol  | Resultat   |
| ---- | ------------------------------------------------- | ----------------------- | ------ | ---------- |
| 2009 | Premi Cercle d'Escriptors Cinematogràfics,Espanya | Premi revelació         | Camino | Nominada   |
| 2009 | Premis Goya                                       | Millor actriu revelació | Camino | Guanyadora |
| 2011 | Premis ACE                                        | Millor actriu           | Camino | Guanyadora |